# 马杜卡赖
马杜卡赖（Madukkarai），是印度泰米尔纳德邦Coimbatore县的一个城镇。总人口25733（2001年）。

## 人口
该地2001年总人口25733人，其中男性13161人，女性12572人；0—6岁人口2649人，其中男1366人，女1283人；识字率71.83%，其中男性为78.98%，女性为64.35%。